# Xanthorhoe pyramaria
Xanthorhoe pyramaria là một loài bướm đêm trong họ Geometridae.